# Даниловски манастир
Даниловският ставропигиален манастир (на руски: Данилов монастырь) е православен манастир в Москва, Русия, ставропигия и официална резиденция на патриарха на Руската православна църква. В него се провеждат заседания на Светия синод.

## История
Манастирът е основан в края на XIII век от московския княз Даниил Московски, син на Александър Невски. Той има не само духовна функция, но и служи за военни цели като част от градските укрепления на Москва. След смъртта на Даниил манастирът се премества в Кремъл и на първоначалното място остава само гробище. През 1560 г. Иван Грозни забелязва занемареното гробище, докато минава покрай него, и нарежда там да се заселят нови монаси. През 1606 година, по време на Смутното време, манастирът е нападнат от войски под командването на Михаил Скопин-Шуйски, воюващ срещу Иван Болотников, а през 1610 г. е силно повреден от поддръжници на Лъже-Дмитрий II. През 1682 г. цар Фьодор III дарява две камбани за новопостроената камбанария.
По време на руската кампания на Наполеон през 1812 г. манастирът е разграбен от Великата армия, но ризницата и съкровищницата преди това са преместени във Вологда и Троице-Сергиевата лавра. През втората половина на XIX век в манастирското гробище са погребани много писатели, художници и учени, включително Николай Гогол, Николай Ясиков, Василий Перов, Николай Рубинщайн, Владимир Соловьов и много други. През съветската епоха обаче повечето от останките са пренесени в Новодевическото гробище.
През 1918 година, след установяването на антирелигиозния болшевишки режим, манастирът е формално закрит, но продължава да функционира до 1931 година, когато в сградите му е настанен затвор за непълнолетни. Комплексът е върнат на църквата едва през 1988 г., по случай 1000-годишнината на Руската православна църква, по искане на патриарх Пимен I.
Освен модерен пресцентър и хотел (анахондарик) сградата помещава четири стари църкви. Като цяло манастирът има доста семпъл вид.
В Московския манастир „Свети Даниил“ има учреден празничен хор.